# Івківська сільська рада
І́вківська сільська́ ра́да — адміністративно-територіальна одиниця та орган місцевого самоврядування у Старосинявському районі Хмельницької області. Адміністративний центр — село Івки.

## Загальні відомості
- Територія ради: 30,99 км²
- Населення ради: 951 особа (станом на 2001 рік)

## Населені пункти
Сільській раді були підпорядковані населені пункти:
- с. Івки
- с. Мисюрівка
- с. Травневе

## Склад ради
Рада складалася з 14 депутатів та голови.
- Голова ради: Бортник Володимир Миколайович
- Секретар ради: Омельчак Марія Іванівна

### Керівний склад попередніх скликань
| Прізвище, ім'я, по батькові    | Основні відомості                                                                       | Дата обрання | Дата звільнення |
| ------------------------------ | --------------------------------------------------------------------------------------- | ------------ | --------------- |
| Загоруйко Микола Володимирович | Сільський голова, 1951 року народження, член Народної партії                            | 26.03.2006   | 31.10.2010      |
| Бортник Володимир Миколайович  | Сільський голова, 1966 року народження, освіта середня спеціальна, член Народної партії | 31.10.2010   |                 |

Примітка: таблиця складена за даними сайту Верховної Ради України

### Депутати
За результатами місцевих виборів 2010 року депутатами ради стали:

#### За суб'єктами висування
| Суб'єкт висування | Кількість обраних депутатів | %    |
| ----------------- | --------------------------- | ---- |
| Народна партія    | 7                           | 50   |
| Самовисування     | 5                           | 35,7 |
| Партія регіонів   | 2                           | 14,3 |

#### За округами
| № округу        | Прізвище, ім'я, по батькові         | Дата визнання обраним | Освіта             | Партійна приналежність | Відомості про обраного депутата             |
| --------------- | ----------------------------------- | --------------------- | ------------------ | ---------------------- | ------------------------------------------- |
| Народна Партія  |                                     |                       |                    |                        |                                             |
| 2               | Плотиця Володимир Петрович          | 01.11.2010            | середня            | член Народної партії   | тимчасово не працює                         |
| 5               | Бортник Наталія Володимирівна       | 01.11.2010            | середня спеціальна | член Народної партії   | фельдшерсько-акушерський пункт, завідувачка |
| 6               | Божок Володимир Миколайович         | 01.11.2010            | середня            | член Народної партії   | ПЗ «Агро-Регіон», комірник                  |
| 7               | Омельчак Марина Іванівна            | 01.11.2010            | вища               | член Народної партії   | Рестр земельних паїв                        |
| 9               | Голенко Оксана Григорівна           | 01.11.2010            | вища               | член Народної партії   | Дитячий садок, завідувачка                  |
| 13              | Бацюк Валентина Володимирівна       | 01.11.2010            | середня спеціальна | член Народної партії   | Івківська сільська рада, секретар           |
| 14              | Загоруйко Наталія Володимирівна     | 01.11.2010            | середня спеціальна | член Народної партії   | фельдшерсько-акушерський пункт, завідувачка |
| Партія регіонів |                                     |                       |                    |                        |                                             |
| 8               | Користко Олександр Володимирович    | 01.11.2010            | середня            | член Партії регіонів   | тимчасово не працює                         |
| 12              | Гнаповський Володимир Станіславович | 01.11.2010            | середня            | член Партії регіонів   | тимчасово не працює                         |
| Самовисування   |                                     |                       |                    |                        |                                             |
| 1               | Сопрук Людмила Калениківна          | 01.11.2010            | середня            | позапартійна           | тимчасово не працює                         |
| 3               | Шафінська Євгенія Михайлівна        | 01.11.2010            | середня            | позапартійна           | тимчасово не працює                         |
| 4               | Бортник Василь Іванович             | 01.11.2010            | середня            | позапартійний          | тимчасово не працює                         |
| 10              | Манжура Надія Антонівна             | 01.11.2010            | вища               | позапартійна           | Школа, вчитель                              |
| 11              | Вовк Валентина Петрівна             | 01.11.2010            | вища               | позапартійна           | Школа, вчитель                              |